# Jakob Mattner

Jakob Mattner (1975)

Jakob Mattner (* 1. Februar 1946 in Lübeck) ist ein deutscher Maler und Bildhauer.

## Leben
Jakob Mattner studierte von 1967 bis 1972 an der Hochschule der Künste Berlin. 1973 erhielt er ein Stipendium des DAAD für einen einjährigen Studienaufenthalt in Rom; sowie 1974 ein einjähriges Stipendium des Bundesministers des Innern für einen Studienaufenthalt in der Cité des Arts, Paris. 1977 wurde er mit dem Villa Romana-Preis ausgezeichnet, der ihm einen Aufenthalt in der "Villa Romana" in Florenz ermöglichte. 1981 bekam er ein Arbeitsstipendium der Stiftung Kunstfonds. 1994 erhielt er den Kunstpreis der Heitland Foundation. 2005 konnte er die Projektförderung der Kulturstiftung des Bundes und des Bundesministeriums für Bildung und Forschung BMBF in Anspruch nehmen. 2012 erhielt er vom Bayerischen Ministerium für Wissenschaft und Kunst ein Stipendiat der Villa Concordia in Bamberg. 2012 erhielt er eine weitere Projektförderung der Stiftung Kunstfonds.
Aus ersten Ehe mit Verena von Hugo hat er eine Tochter. Seine zweite Ehe war mit der Architektin und Designerin Nana von Hugo.
Jakob Mattner ist Mitglied im Deutschen Künstlerbund. Er lebt und arbeitet in Berlin.

## Werk
Mattner sieht sein künstlerisches Interesse in der Metamorphose des Lichts zwischen Finsternis und Helligkeit, dem Zwielicht, wie denn auch eine seiner Werkserien bezeichnet ist.
Seine Arbeit werden in zahlreichen Einzelausstellungen u. a. 2018 in der Ausstellung "Membran" im Centre of Contemporary Art Torun, 2015 in der Ausstellung "Spiegelungen" in den Staatlichen Kunstsammlungen Chemnitz, 2009 in der Ausstellung "ohne Mimesis" in der Stiftung Schloss Neuhardenberg, in der Kestner-Gesellschaft in Hannover (1988), der Berliner Akademie der Künste (2001), der Nationalgalerie Berlin im Kunstforum in der Grundkreditbank (1987) sowie in namhaften Galerien in Berlin, New York, Paris, Moskau, Genf, Barcelona und London gewürdigt. Seit dem Jahr 2001 gestaltet er die Bühne des Internationalen Literaturfestivals Berlin, seit 2013 die Bühne des Poetenfests Erlangen.
Ab 2003 bis 2005 arbeitete Mattner auf Initiative der Kuratorin Anna Maigler zwei Jahre lang mit den Astrophysikern des Sonnenobservatoriums Einsteinturm in Potsdam am gemeinsamen Thema der Sonne, der Quelle des Lichtes und des Sehens.

## Ausstellungen
- Die Ergebnisse dieses produktiven Austauschs zwischen Kunst und Wissenschaft waren  in der Ausstellung "Der Blick in die Sonne. Jakob Mattner und Sonnenforscher des Einsteinturms" in der Berlinischen Galerie, im Museum Wiesbaden im Neuen Museum Weserburg Bremen und im Museum der Moderne Salzburg zu sehen. (vgl. Bildwelten des Wissens, Kunsthistorisches Jahrbuch für Bildkritik, Humboldt-Universität Berlin, Band 5.2, (Hg) Horst Bredekamp, Matthias Bruhn und Gabriele Werner, Berlin 2007, S. 90, Interview Franziska Brons (u. a.) "Ich bin die Kamera. Ein Gespräch mit Jakob Mattner").
- Jakob Mattners neueste Arbeiten wurden in Mexiko-Stadt (2014 "on what there might not be", Galeria Marso), im Zentrum für Kunst und Medien ZKM Karlsruhe (2019 "Negative Space" und 2009 "Notation") oder als Teil von Sammlungen (2016 "Chinese Whispers, Sammlung Peter Rauhe, Haus am Waldsee Berlin / 2004 The Pontus Hultén Collection, Moderna Museet Stockholm) gezeigt.
- Jakob Mattner Ausstellung 2012 in der Villa Wessel in Iserlohn
- 2013 wurden seine Werke zusammen mit Werken von Mary Bauermeister in der Doppelausstellung Resonanzen der Galerie 401contemporary, Berlin gezeigt.

## Auszeichnungen
- 1977: Villa-Romana-Preis, Florenz
- 1981: Arbeitsstipendium der Stiftung Kunstfonds, Bonn
- 1994: Kunstpreis der Heitland Foundation, Celle
- 2019: 1. Preisträger der Kunststiftung Volker Skulima, Berlin